# Monastero di Ostrov
Il monastero di Ostrov (in ceco Klášter Ostrov) è una struttura ormai ridotta in rovine e divenuta sito archeologico che si trova a Davle, comune del Distretto di Praha-západ, Boemia Centrale in Repubblica Ceca. Il monastero fu una delle istituzioni monastiche più antiche dell'intero Paese, distrutta attorno al XV secolo.

## Storia

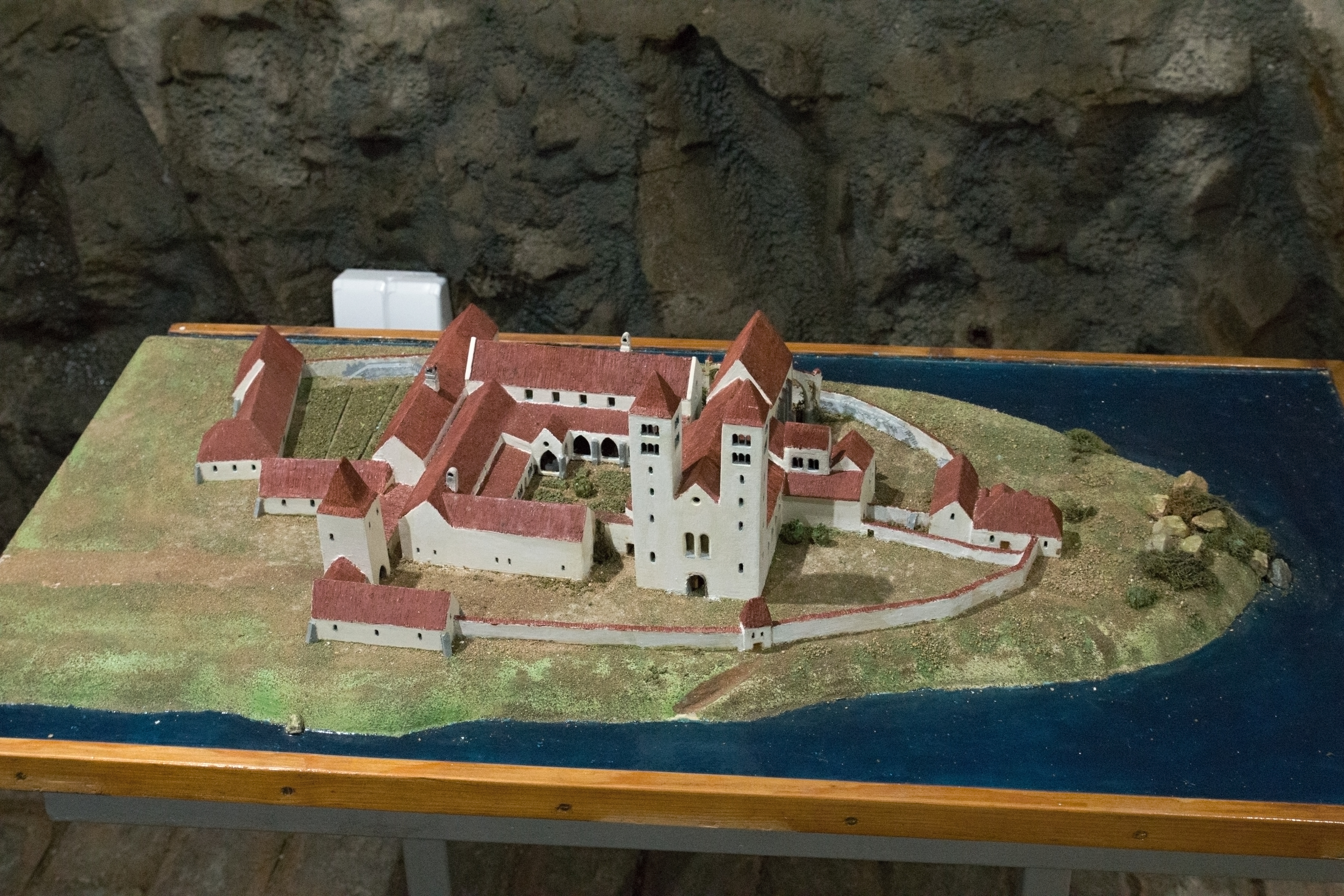
Piccolo modellino del monastero che fa capire com'era nel momento della sua massima estensione sull'isola di San Kilian

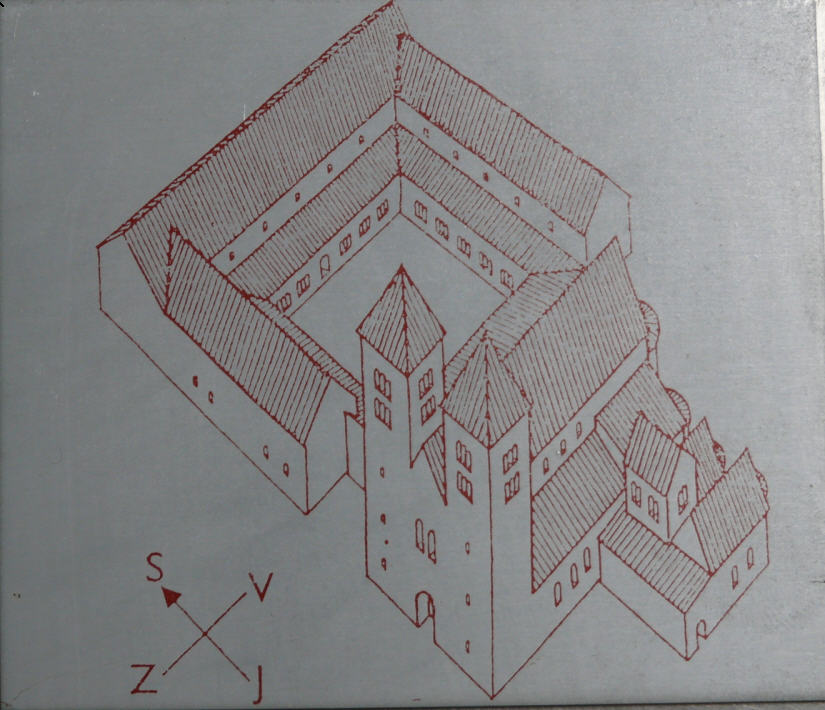
Ricostruzione della chiesa e della struttura principale del monastero

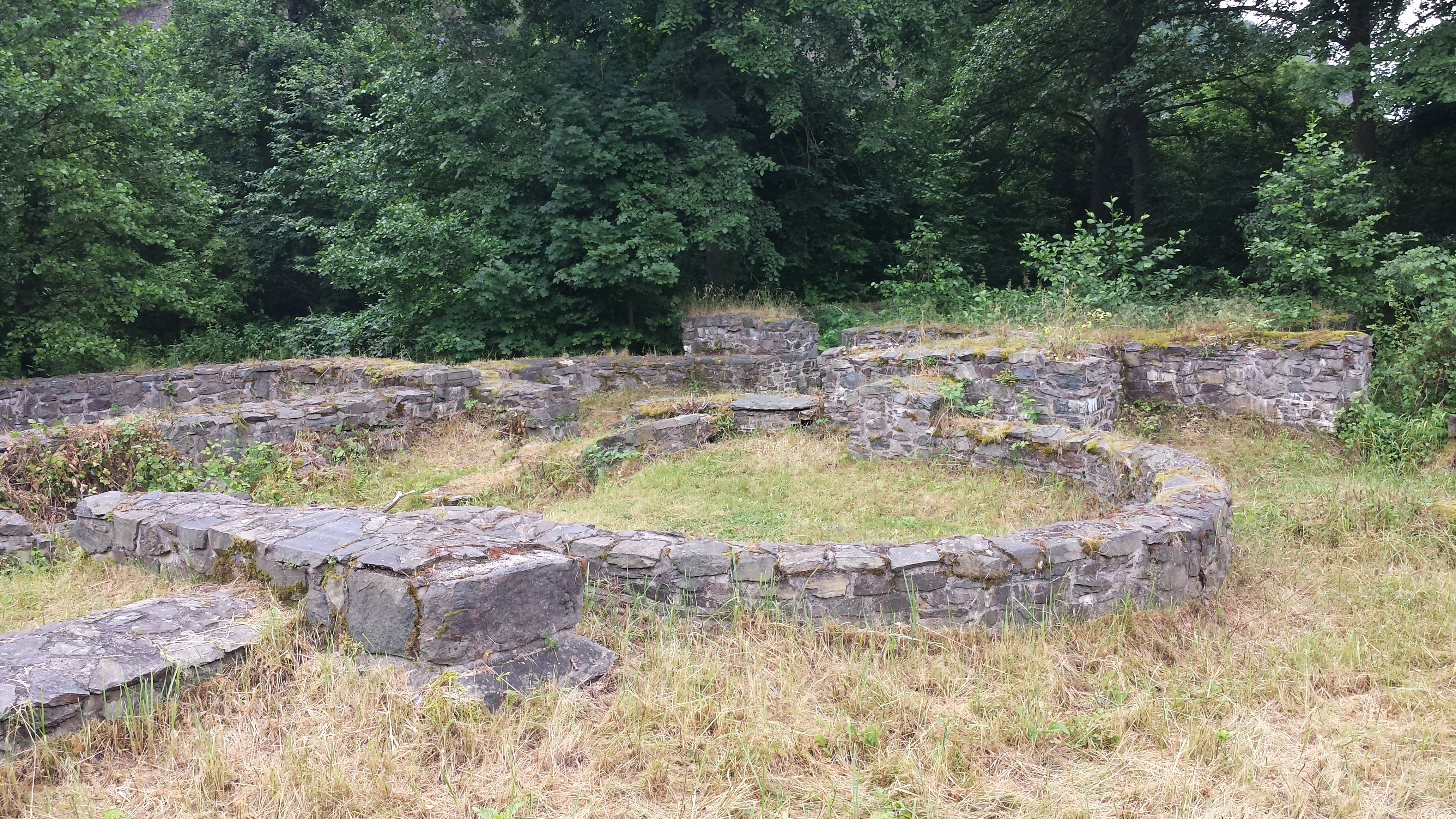
Resti delle fondamenta

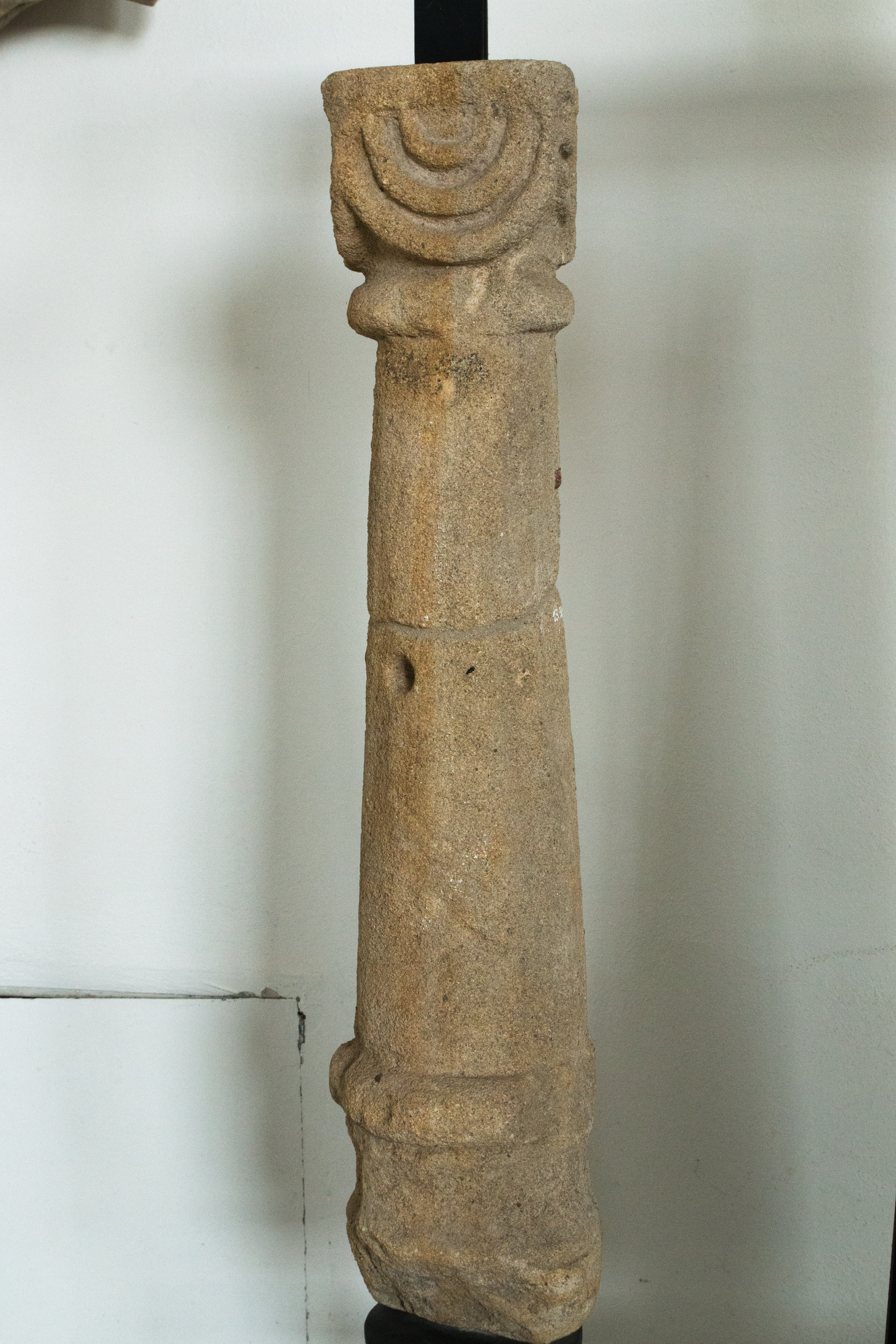
Particolare della colonna di una finestra del monastero e conservata nel lapidario di Praga

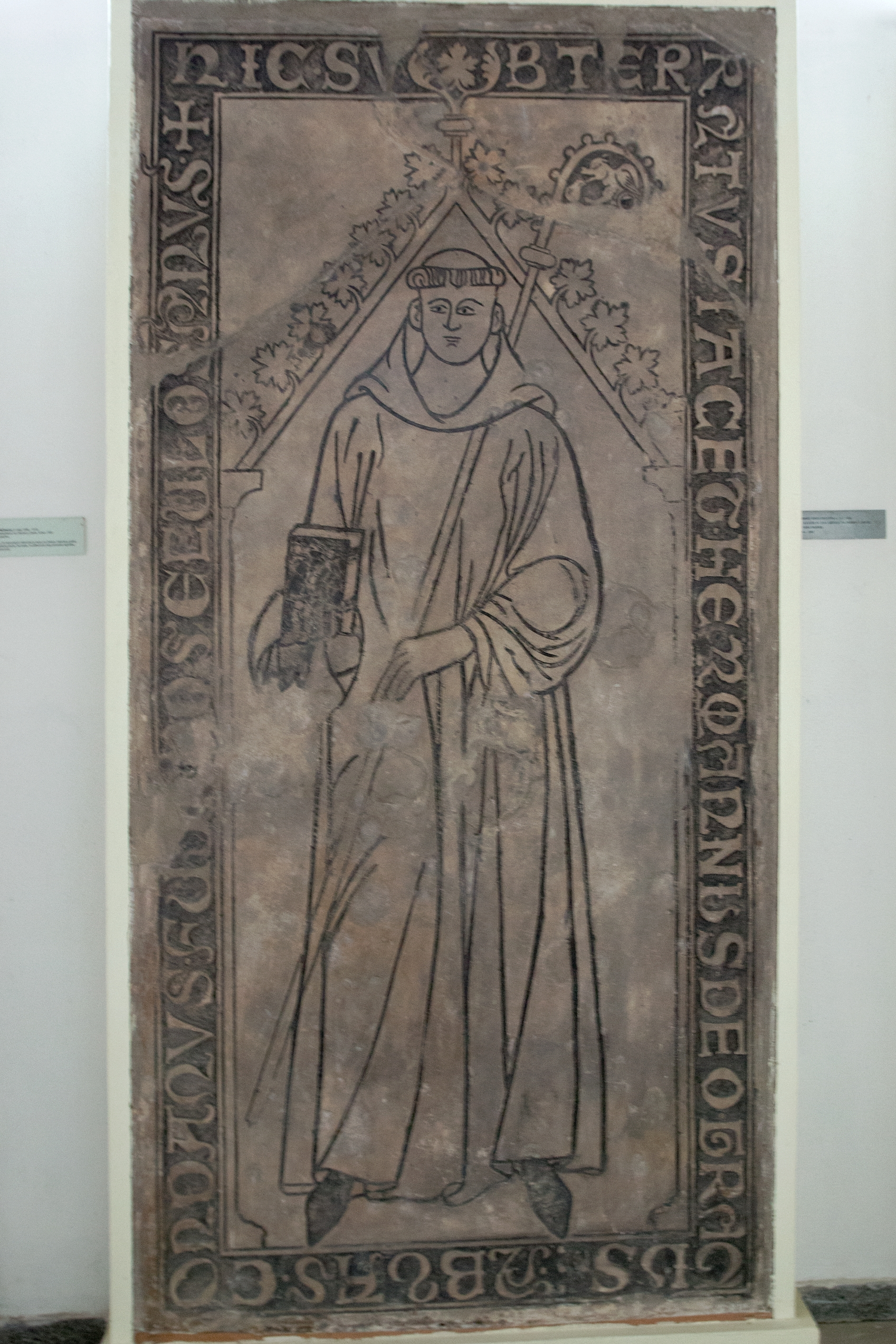
Pietra tombale risalente al 1300 circa ritrovata sul sito del monastero e conservata nel lapidario di Praga

Il monastero benedettino sull'isola di San Kilian alla confluenza dei fiumi Moldava e Sázava potrebbe essere stato fondato nell'XI secolo. Un documento considerato un falso storico, la carta del re Ottocaro I di Boemia, datata 17 gennaio 1205 ma in realtà più recente, cita il monastero anche se per molti versi non ci sono inesattezze particolari, anzi, dimostrerebbe che già Ottocaro I aveva l'intenzione di realizzare sul sito il monastero e che avrebbe poi affidato la realizzazione del suo proposito al figlio e al successore Vladislao III. Nell'anno 1000 il monaco Lanberto del monastero di Niederalteich sul Danubio fu ordinato abate dell'isola e in tale momento si presume iniziasse la costruzione delle prime strutture. Inizialmente il monastero dell'isola ebbe una scarsa estensione. Come rilevato dall'indagine archeologica gli edifici monastici erano realizzati in legno e solo dopo che furono distrutti da un incendio, nel 1137, iniziò la nuova costruzione in muratura. Fu costruita la parte orientale della chiesa, col suo coro quadrato che si apriva in un'abside più grande, fiancheggiata da cappelle laterali. Successivamente la chiesa venne ampliata con la costruzione di una tripla navata dando al luogo di culto una struttura basilicale, con la navata principale che si apriva su quelle laterali con portici, i cui archi poggiavano su supporti che avevano alternativamente la forma di colonne e pilastri. Intanto, nel XII secolo, alcuni monaci si trasferirono a Slaný dove fondarono la chiesa di San Gottardo. Fu solo nel primo quarto del XIII secolo che la costruzione del tempio romanico fu completata con l'innalzamento della facciata occidentale con due torri campanarie. Alla cappella sul lato meridionale fu aggiunta una cappella tardo romanica con abside e un'altra cappella, probabilmente del periodo tardo romanico, era adiacente ad essa a sud. Durante le ricerche archeologiche sono stati scoperti numerosi elementi architettonici che facevano parte degli edifici della chiesa e del monastero, come parti del muro con pilastri angolari, parti del portale, assi di rivestimento, piastrelle in rilievo, pilastri del chiostro. Le tegole superstiti e i frammenti architettonici testimoniano quanto fosse elaborata la struttura della chiesa e del monastero adiacente. Le attività costruttive continuarono per tutto il secolo fu creata una nuova cappella unita al lato sud del coro della chiesa del monastero. A questa cappella a sud era annesso un altro spazio, e furono modificate anche la parte centrale e meridionale del coro romanico e forse le finestre della chiesa romanica. Il suo progressivo decadimento iniziò dopo il saccheggio dei suoi beni durante le guerre hussite. Quello che rimaneva degli edifici del monastero fu distrutto dalle piene del fiume e dai saccheggi operati dalla popolazione per ricavarne materiale da costruzione.

## Descrizione
Le rovine del monastero di Ostrov si trovano nel territorio di Davle, comune della Boemia Centrale in Repubblica Ceca. Situate a circa 20 chilometri a sud di Praga, sull'isola di San Kilian dove si incontrano la Moldava e la Sázava. Il livello del fiume negli ultimi secoli si è alzato rispetto al periodo medievale e alcuni edifici periferici si trovano sotto il livello dell'acqua. Si conservano le fondamenta degli edifici monastici in pietra scoperti dalla ricerca archeologica. Il sito del monastero occupa la parte meridionale dell'isola, gli edifici romanici in pietra risalgono al XII secolo e sono quelli che ostituirono i primitivi edifici in legno distrutti da un incendio. La chiesa era originariamente una basilica romanica a tre navate con una facciata con due campanili. A nord della chiesa si trovano le fondamenta degli edifici conventuali, concentrati attorno al giardino del paradiso circondato da un chiostro e più a nord ci sono i resti di fabbricati agricoli. A sud della chiesa si trovano i resti dell'infermeria. Le principali ricerche archeologiche presso il monastero si sono svolte principalmente nella parte centrale del XX secolo.

### Monumento culturale della Repubblica Ceca
La tutela dei monumenti della Repubblica Ceca considera le rovine del monastero di Ostrov sull'isola di Kilian nei pressi di Davle un monumento culturale nazionale col numero di catalogo 1000144706.